# Elettraton
Elettraton è il secondo album in studio della cantante italiana Elettra Lamborghini, pubblicato il 2 giugno 2023.

## Descrizione
Il progetto discografico è stato scritto e prodotto da differenti artisti, come VillaBanks, Shablo, Tropico, Giordano Cremona, Gaia e la cantante spagnola Chema Rivas. L'album è stato descritto da Elettra Lamborghini in un'intervista rilasciata a Rolling Stone Italia:
(Elettra Lamborghini)
Il progetto è stato registrato tra Milano, Madrid e Miami.

## Accoglienza
Gabriele Fazio dell'Agenzia Giornalistica Italia riporta nella recensione che non è questione del genere musicale ma «è proprio un vuoto intellettuale totale» poiché il progetto presenta «musica che non c’entra niente con la musica, con l’arte, ma solo con un’immagine senza il quale mai avremmo sentito parlare di lei».

## Tracce
1. Adelante – 3:04 (Andrea Spigaroli, Lorenzo Buso, Elettra Lamborghini)
2. Mani in alto – 3:21 (Riccardo Scirè, Adel Al Kassem, Andrea Spigaroli, Elettra Lamborghini)
3. La falda – 2:28 (Elettra Lamborghini, Omar Alejandro García, Omar Fernando García)
4. Travesuras – 2:56 (Elettra Lamborghini, Arturo Almarcha Corella)
5. Torero – 2:40 (Riccardo Scirè, Adel Al Kassem, Andrea Spigaroli, Elettra Lamborghini)
6. Teta (feat. VillaBanks) – 3:12 (testo: Elettra Lamborghini, Vieri Igor Traxler – musica: Elettra Lamborghini, Vieri Igor Traxler, Matteo Contini)
7. Perraendote – 2:06 (testo: Elettra Lamborghini – musica: Elettra Lamborghini, Valentina López)
8. Un secondo fa (feat. Chema Rivas) – 2:50 (testo: Jacopo Ettorre, Gaia Gozzi, Elettra Lamborghini, Chema Rivas – musica: Giordano Cremona, Federico Mercuri, Piero Romitelli, Leonardo Grillotti, Eugenio Maimone)
9. Tu si – 3:27 (Elettra Lamborghini, Miltón "Alcover" Restituyo, Luisanna Hernandez, Homero Gallardo)
10. A mezzanotte (Christmas Song) – 3:13 (testo: Davide Petrella – musica: Pablo Miguel Lombroni Capalbo, Luca Faraone)

## Classifiche
| Classifica (2023) | Posizione massima |
| ----------------- | ----------------- |
| Italia            | 22                |